# Браћа Лимијер
Браћа Лимијер, Огист Мари Луј Николас (фр. Auguste and Louis Lumière; Безансон, 19. октобар 1862 — Лион, 10. април 1954) и Луј Жан (5. октобра 1864 — 6. јуна 1948) били су француски хемичари, индустријалци, проналазачи и аутори првог филма у историји.

## Биографија
Браћа Лимијер рођена су у Безансону, Француска, у породици Шарла-Антоана Лимијера (1840–1911) и Жане Жозефин Костил Лимијер, који су се венчали 1861. и преселили у Безансон, где су основали мали фотографски портретни студио где су Огист и Луј Рођени. Они су се преселили у Лион 1870. године, где су рођени син Едуар и три ћерке. Огист и Луј су похађали Ла Мартиниер, највећу техничку школу у Лиону. Њихов отац Шарл-Антоан основао је малу фабрику за производњу фотографских плоча, али чак и са Луисом и младом сестром који су радили од 5 до 23 сата. била је на ивици банкрота, а до 1882. изгледало је као да ће пропасти. Када се Огист вратио из војне службе, дечаци су дизајнирали машине неопходне за аутоматизацију производње плоча њиховог оца и осмислили веома успешну нову фото плочу, 'плаве етикете', а до 1884. фабрика је запошљавала десетак радника. До 1894. фабрика коју су браћа основала у Лиону за израду фотографског материјала: хартија, хемикалија, производила је 15 милиона плоча годишње. Радили су на унапређивању кинематоскопа Томас Алва Едисона. Године 1895, патентирали су своју верзију прве филмске камере и пројектора, кинематограф. Изумели су поступак снимања у природним бојама и одржали прву филмску представу на свету. Њихов филмови Улазак воза у станицу и Излазак радника из фабрике (La sortie des usines Lumiere), које су званично приказали публици у Паризу 28. децембра 1895. сматрају се првим у историји филма.
Године 1896. браћа су, предвођена Лујем, направила више од 40 филмова снимајући свакодневни живот у Француској. Правили су прве филмске журнале, шаљући сниматељске екипе широм света да сниме нов материјал и прикажу њихове филмове. Поред свих филмова које је Луј режирао он је продуцирао око 2000 филмова. Браћа Лимијер су заслужни и за неке од основних изума у колор фотографији. Поставили су теорију у којој су колоидима приписали главну улогу у многим животним процесима.
Иако су браћа Макс и Емил Складановски из Немачке, творци уређаја под називом биоскоп, и Француз Анри Жоли који је изумео фотозоотроп, као и други, представљали јавности своје: еидолоскопе, фантоскопе, витаскопе, Лантамову петљу (Latham loop) и паноптикон, браћа Лимијер заслужују да буду издвојена од осталих изумитеља. Њихове преносиве камере са ручним управљањем омогућиле су да се снимају, штампају и пројектују покретне слике. Убрзо су се по целом свету снимали портрети, призори из живота, као и филмови војничког, комичног и панорамског садржаја. Ови спонтани исечци из живота, у трајању од 15 до 20 секунди, довели су до изражаја ограничења Диксонових краткометражних филмова, који су били везани за студио. Филмови браће Лимијер више су се ослањали на документарност снимљених призора тадашње фотографије него на театарску поставку. Њихова сценска дубина доприносила је реалистичком приказу уласка воза у станицу Ла Сиота, а основна наративна структура, која је садржала почетак, средину и крај, била је присутна чак и у филму Излазак радника из фабрике Лимијер Филмски журнали браће Лимијер, чије су одлике ужурбаност и реалистичност, представљају претечу стила совјетских документариста и италијанских неореалиста, док филм Бебин доручак (Repas de bebe) одликује изразито породична атмосфера. На програму Лимијерових нашао се и филм Поливени поливач (L'Arrouseur arrose), прва филмска комедија и најранији наративни филм. У том филму несташни дечак подиже ногу са црева у тренутку када баштован загледа крај црева да види због чега вода не тече.
Брзина којом се у кинематографији развио сложени кодекс тренутно препознатљивих наративних симбола, као и филмски језик и поетика, још је импресивнија ако се филмска праисторија упореди са праисторијом других облика уметности, попут романа.
Ипак, у почетку историје филма већина није сматрала филм, заснован на тривијалној литератури, стриповима, популарној фотографији и мелодрами, обликом уметности. Филм се третирао као вашарска атракција, мађионичарски реквизит. Путујући приказивачи су приказивали своје филмове на вашарима и карневалима. Као први прави филмски уметник сматра се да био је француски илузиониста, отац наративног филма, Жорж Мелијес (Georges Melies). Међутим, пројекција филма браће Лимијер од 28. децембра 1895. сматра се најзначајнијим датумом у историји филма.

## Прве филмске пројекције
Дана 22. марта 1895. у Паризу, у „Друштву за развој националне индустрије“, пред малобројном публиком, у којој је био и Леон Гомо, тадашњи директор компаније Комптоар Женерал де ла Фотографи, Лимијери су приватно приказали један филм, La Sortie de l'usine Lumière à Lyon. Главни фокус конференције Луја Лумијера тицао се недавних дешавања у фотографској индустрији, углавном истраживања полихромије (фотографије у боји). На Лумијерово изненађење покретне црно-беле слике су привукле више пажње него фотографије у боји.
Светла напуштају фабрику светла у Лиону 1895
Лимијерови су одржали своју прву плаћену јавну пројекцију 28. децембра 1895. у Индијском салону Великог кафеа у Паризу. Ова презентација се састојала од следећих 10 кратких филмова, у трајању од по 50 секунди сваки, (по редоследу презентације):
1. La Sortie de l'usine Lumière à Lyon (дословно, „Излаз из Лимијерове фабрике у Лиону”, или, под уобичајенијим енглеским насловом, Радници напуштају фабрику Лимијер), 46 секунди
2. Le Jardinier (l'Arroseur Arrosé) („Баштован“, или „Испрскани прскаличар“), 49 секунди
3. Le Débarquement du congrès de photographie à Lyon („искрцавање Конгреса фотографа у Лиону“), 48 секунди
4. La Voltige („Јахачи конњских трикова”), 46 секунди
5. La Pêche aux poissons rouges („Пецање златне рибице”), 42 секунди
6. Les Forgerons („Ковачи”), 49 секунди
7. Repas de bébé („Доручак за бебе“ (дословно „оброк за бебе“)), 41 секунда
8. Le Saut à la couverture („Скакање на ћебе”), 41 секунда
9. La Place des Cordeliers à Lyon („Трг Корделијер у Лиону“—улична сцена), 44 секунде
10. La Mer (Baignade en mer) („море [купање у мору]“), 38 секунди

Сваки филм који је дугачак 17 метара, када се ручно провуче кроз пројектор, траје отприлике 50 секунди.
Лумијерови су кренули на турнеју са кинематографом 1896. године, посећујући градове укључујући Брисел, Бомбај, Лондон, Монтреал, Њујорк и Буенос Ајрес.
Године 1896, само неколико месеци након првих пројекција у Европи, филмови браће Лумијер приказани су у Египту, прво на берзи Тусо у Александрији 5. новембра 1896, а затим у Хамам Шнајдеру (Шнајдерова купка) у Каиру.

## Наслеђе
Датум њихове прве јавне пројекције, 28. децембар, обележава се као Светски дан филма.